# Jeff Chabot
Julian Jeffrey "Jeff" Gaston Chabot (Hanau, 12 februari 1998) is een Duits voetballer die doorgaans als centrale verdediger speelt. Hij verruilde 1. FC Köln voor VfB Stuttgart.

## Carrière

### RB Leipzig
Chabot, die een Franse moeder en een Duitse vader heeft, speelde in de jeugd van SV Darmstadt 98, 1. FC Nürnberg en Eintracht Frankfurt en trok in 2014 naar RB Leipzig. Daar speelde hij drie seizoenen in jeugdteams. Hij speelde één wedstrijd voor het tweede elftal van RB Leipzig, uitkomend in de Regionalliga Nordost.

### Sparta Rotterdam
In de zomer van 2017 vertrok hij naar Sparta Rotterdam, waar hij een contract tot medio 2020 tekende. Hij debuteerde voor Sparta op 12 augustus 2017, in de met 3-0 verloren uitwedstrijd tegen VVV-Venlo. Hij werd in de 84e minuut met twee gele kaarten uit het veld gestuurd door scheidsrechter Jochem Kamphuis. Na de winterstop werd hij basisspeler bij Sparta. Op 26 januari scoorde hij tegen Sc Heerenveen zijn eerste doelpunt voor de club. Chabot degradeerde dat seizoen met Sparta, hij speelde 21 wedstrijden voor Sparta en kwam daarin tot twee goals.

### FC Groningen
In de zomer van 2018 maakte hij een transfer van Sparta Rotterdam naar FC Groningen voor een bedrag van 1,2 miljoen. Op 25 augustus maakte hij tegen De Graafschap zijn debuut voor de club. Op 23 september maakte hij tegen AZ zijn eerste en enige doelpunt voor FC Groningen. Hij was het hele seizoen basisspeler en hielp Groningen naar de achtste plek. Hij speelde 29 wedstrijden voor Groningen.

### Sampdoria
Chabot verruilde met ingang van 1 juli 2019 FC Groningen voor Sampdoria en tekende een vijfjarig overeenkomst. Op 25 september maakte hij tegen Fiorentina zijn debuut voor de club. Op 19 juli scoorde hij tegen Parma zijn eerste en enige treffer van Sampdoria, in een van de negen wedstrijden die hij dit seizoen speelde voor Sampdoria.
Om aan meer speeltijd te komen, werd hij in september 2020 voor één seizoen verhuurd aan Spezia. Op 27 september debuteerde hij tegen Sassuolo voor Spezia. Op 25 oktober scoorde hij, opnieuw tegen Parma, zijn eerste doelpunt voor de club. Hij speelde 25 competitiewedstrijden voor de promovendus en eindigde met de club op een keurige vijftiende plek, wat handhaving betekende. Terug bij Sampdoria speelde hij in een halfjaar in ongeveer de helft van de wedstrijden mee, maar slechts vier als basisspeler. 

### FC Köln
In januari 2022 werd hij voor anderhalf jaar aan FC Köln verhuurd. Op 6 maart maakte hij tegen 1899 Hoffenheim zijn debuut in de Bundesliga, na vierenhalf jaar in het buitenland te hebben gespeeld. Na slechts zes wedstrijden in het eerste jaar, werd hij vanaf januari 2023 basisspeler bij Köln. Hij speelde vanaf 21 januari, toen Werder Bremen met 7-1 werd verslagen, geen wedstrijd meer de rest van het seizoen. FC Köln nam hem daarop in de zomer definitief over van Sampdoria voor 2,5 miljoen euro. 
Op 14 augustus scoorde Chabot in de DFB-Pokal tegen VfL Osnabrück zijn eerste doelpunt voor Köln. In de competitie miste hij slechts twee wedstrijden door schorsingen, maar hij kon Köln niet voor degradatie behoeden. In totaal speelde Chabot 61 wedstrijden voor Köln, wat tot dan toe in zijn carrière het hoogste aantal was voor hem namens één club.

### VfB Stuttgart
Chabot tekende in mei 2024 voor vier jaar bij VfB Stuttgart, dat vier miljoen euro voor hem betaalde. De club eindigde als tweede in het vorige seizoen en mocht daarom op 17 augustus aantreden in de DFL-Supercup tegen kampioen én bekerwinnaar Bayer Leverkusen. In die wedstrijd, die op strafschoppen verloren werd, maakte Chabot zijn debuut. Op 17 september maakte Chabot tegen recordkampioen en titelhouder Real Madrid zijn debuut in de Champions League. 

## Clubstatistieken
| Seizoen | Club             | Competitie           | Competitie | Competitie | Beker | Beker | Internationaal | Internationaal | Totaal | Totaal |
| Seizoen | Club             | Competitie           | Wed.       | Dlp.       | Wed.  | Dlp.  | Wed.           | Dlp.           | Wed.   | Dlp.   |
| ------- | ---------------- | -------------------- | ---------- | ---------- | ----- | ----- | -------------- | -------------- | ------ | ------ |
| 2016/17 | RB Leipzig II    | Regionalliga Nordost | 1          | 0          | 0     | 0     | —              | —              | 1      | 0      |
| 2017/18 | Sparta Rotterdam | Eredivisie           | 20         | 2          | 1     | 0     | —              | —              | 21     | 2      |
| 2018/19 | FC Groningen     | Eredivisie           | 28         | 1          | 1     | 0     | —              | —              | 29     | 1      |
| 2019/20 | Sampdoria        | Serie A              | 8          | 1          | 1     | 0     | —              | —              | 9      | 1      |
| 2020/21 | → Spezia         | Serie A              | 25         | 1          | 2     | 0     | —              | —              | 27     | 1      |
| 2021/22 | Sampdoria        | Serie A              | 11         | 0          | 2     | 0     | —              | —              | 13     | 0      |
| 2021/22 | → 1. FC Köln     | Bundesliga           | 4          | 0          | 0     | 0     | —              | —              | 4      | 0      |
| 2022/23 | → 1. FC Köln     | Bundesliga           | 21         | 0          | 1     | 0     | 1              | 0              | 23     | 0      |
| 2023/24 | 1. FC Köln       | Bundesliga           | 32         | 0          | 2     | 1     | —              | —              | 34     | 1      |
| 2024/25 | VfB Stuttgart    | Bundesliga           | 14         | 0          | 3     | 0     | 6              | 0              | 23     | 0      |
| Totaal  | Totaal           | Totaal               | 164        | 5          | 13    | 1     | 7              | 0              | 184    | 6      |

Bijgewerkt op 9 januari 2025.

## Interlandcarrière
Chabot speelde jeugdinterlands voor de elftallen van Duitsland onder 17, onder 19, onder 20 en onder 21.